# Rajd Kauno Ruduo 2013
Ralis Kauno Ruduo 2013 – kolejna edycja Rajdu Kauno Ruduo. Był to rajd samochodowy rozgrywany od 17 do 19 października 2013 roku na Litwie. Była to piąta runda Rajdowych Samochodowych Mistrzostw Polski w roku 2013. Bazą rajdu był miasto Kowno.

## Wyniki końcowe rajdu[1]
| Miejsce | Kierowca             | Pilot             | Samochód              | Czas      | Strata   | Grupa Klasa | Punkty |
| ------- | -------------------- | ----------------- | --------------------- | --------- | -------- | ----------- | ------ |
| 1       | Kajetan Kajetanowicz | Piotr Woś         | Subaru Impreza STi R4 | 1:34:25.6 | -        | 2           | 42     |
| 2       | Wojciech Chuchała    | Kamil Heller      | Subaru Impreza STi R4 | 1:34:30.4 | +4.8     | 2           | 39     |
| 3       | Maciej Rzeźnik       | Przemysław Mazur  | Peugeot 207 S2000     | 1:34:44.5 | +18.9    | 2           | 32     |
| 4       | Michał Bębenek       | Grzegorz Bębenek  | Subaru Impreza STi R4 | 1:37:34.7 | +3:09.1  | 2           | 24     |
| 5       | Jan Chmielewski      | Robert Hundla     | Citroën DS3 R3T       | 1:43:09.7 | +8:44.1  | 5           | 17     |
| 6       | Radosław Raczkowski  | Łukasz Gwiazda    | Citroën DS3 R3T       | 1:43:23.9 | +8:58.3  | 5           | 16     |
| 7       | Tomasz Gryc          | Jakub Gerber      | Suzuki Swift S1600    | 1:43:49.2 | +9:23.6  | 5           | 11     |
| 8       | Szymon Kornicki      | Przemysław Bosek  | Citroën DS3 R3T       | 1:44:02.5 | +9:36.9  | 5           | 10     |
| 9       | Aleksander Zawada    | Cathy Derousseaux | Renault Clio R3       | 1:44:30.8 | +10:05.2 | 5           | 6      |
| 10      | Aron Domżała         | Przemyslaw Zawada | Ford Fiesta R2        | 1:46:04.1 | +11:38.5 | 6           | 3      |